# Królewska Kompania Filipin

Rada Kompanii Filipin, Goya, 1815. Obraz przedstawia zgromadzenie z 30 marca 1815.

 Królewska Kompania Filipin (hiszp. Real Compañía de Filipinas) – hiszpańska kompania kolonialna założona w 1785 i rozwiązana w latach trzydziestych XIX wieku.
Kompania powstała z inicjatywy polityka Francisca Cabarrúsa. Została ustanowiona królewskim dekretem 10 marca 1785 przez Karola III. Jej celem był rozwój bezpośredniego handlu między Filipinami (kolonią hiszpańskiego imperium a metropolią. Kompania narzuciła swój monopol na archipelag i funkcjonujący wokół niego handel. Według królewskiego dekretu port w Manili pozostawał zamknięty dla wszystkich zagranicznych statków. Jedynie kompania mogła importować towary z Meksyku, Chin i Indii Wschodnich.
Kompania rozrosła się i zaczęła uczestniczyć w innych hiszpańskich monopolach, zmniejszając prawa monopolistyczne pozostałych spółek imperium, co spowodowało problemy z konkurencją. Najpoważniejsze konflikty miały miejsce z kupcami z Manili i z samymi Filipińczykami, którzy korzystali z drogi morskiej w kierunku Acapulco w celu prowadzenia własnej działalności, oraz z Wielką Brytanią, której azjatycki handel był światową potęgą. Problemy te spowodowały stopniową dekadencję kompanii od 1794, aż w końcu praktycznie przestała działać między końcem XVIII a początkiem XIX wieku.
Zgromadzenie zarządu i akcjonariuszy kompanii z 30 marca 1815, w którym wyjątkowo wziął udział król Ferdynand VII, zostało uwiecznione na wielkoformatowym obrazie nadwornego malarza Francisca Goi pt. Rada Kompanii Filipin. Obraz jest wyjątkowo mroczny, co odzwierciedla obskurantyzm idei powracającego z wygnania Ferdynanda VII, w przeciwieństwa do bliskiego malarzowi oświecenia. Po ukończeniu obrazu w 1815 Goya namalował również indywidualne portrety trzech członków rady: jej ustępującego dyrektora Miguela de Lardizábala, wicedyrektora Ignacia Omulryana i nowego przewodniczącego José Munárriza.